# Resistencia Siria
Resistencia Siria (en árabe: المقاومة السورية, Al Muqāwamat al-Sūriyah), organización anteriormente conocida como Frente Popular para la Liberación del Liwa de Iskandarun (الجبهة الشعبية en árabe : لتحرير لواء اسكندرون), es un grupo armado sirio pro-baazista que participa en la guerra civil y opera en el noroeste del país. Se define ideológicamente como marxista-leninista. se desconoce su situación actual.

## Historia
El grupo está dirigido por Mihraç Ural (cuyo nombre de guerra es Ali Kayali), miembro de la comunidad alauí de Turquía nacionalizado sirio, quien según Zaman de hoy, lideró una célula insurgente clandestina en la provincia de Hatay (llamada Partido Popular de Liberación-Frente de Turquía o Acilciler (El Urgente) vinculada al DHKP-C. Además el periodíco alegó además que el grupo de Ural ha tratado de agitar a la considerable población alauita de Hatay para que se enfrente a las autoridades turcas y también ha reclutado alauitas locales para luchar en Siria en nombre del gobierno sirio. El grupo afirma tener también partidarios entre los musulmanes y cristianos suníes de Siria.
Aunque el grupo defiende abiertamente una plataforma ampliamente inclusiva de nacionalismo sirio además del izquierdismo secular, se ha afirmado que su enfoque principal es la defensa de los alauitas y los imamíes, que son minorías religiosas de Siria. La Resistencia Siria ha sido acusada por la oposición siria de ser una milicia sectaria. alauita, y de haber llevado a cabo bombardeos y ataques en Turquía y en pueblos de Siria. Sin embargo, Sheikh Muwaffaq al-Ghazal, miembro del Consejo Islámico Alawi, afirma que tiene una línea nacional inclusiva en cuanto a religión, raza y género.
Apoyo al gobierno de Bashar al-Ásad, durante su ofensiva de 2015 a 2024 También cooperó con las Fuerzas Armadas del Régimen así como con las milicias pro-asad Pertenecientes a la Fuerza de Defensa Nacional, además de Hezbolá y el Partido Social Nacionalista Sirio.
En algún momento, los "Halcones de Jazira y Éufrates", una milicia de nativos de la gobernación de Deir ez-Zor, se unieron oficialmente a la Resistencia siria, aunque permaneció operativamente totalmente autónoma. Bajo la bandera de la Resistencia Siria, esta unidad participó en la campaña central de Siria de mediados de 2017.
Jamal Trabelsi, director de la oficina de información de la Resistencia Siria, fue blanco de un artefacto explosivo improvisado (IED) en Alepo en julio de 2017, aunque sobrevivió. El grupo acusó a "bandas contratadas y respaldadas por Turquía" de estar detrás del ataque. Unos días más tarde, una responsable de los medios de comunicación de la Resistencia Siria, Duaa Hayel Sulaiman, fue asesinada en Damasco.